# Tizqar
Tizqar – według Sumeryjskiej listy królów dziewiętnasty władca należący do I dynastii z Kisz. Dotyczący go fragment brzmi następująco:
„Tizqar (z Kisz), syn Samuga, panował przez 305 lat”.